# Guido I di Romena

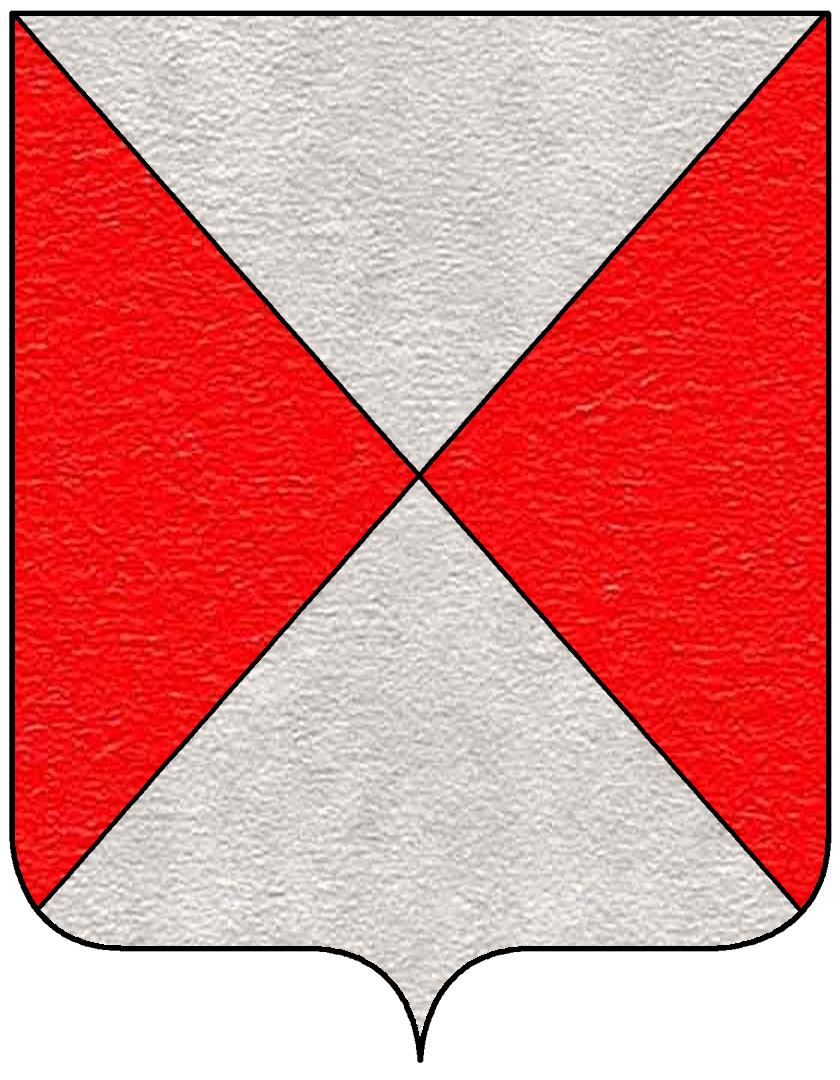
Stemma dei Guidi di Romena

Il Conte Guido Pace di Romena (... – ante 1281) è stato un politico italiano, appartenente alla famiglia dei Conti Guidi del ramo del Castello di Romena.

## Biografia
Figlio di Aghinolfo dei Guidi e di Agnese Fieschi di Lavagna, i suoi possedimenti tra la Toscana e la Romagna erano molto vasti, secondo un decreto imperiale del 1247. Era conte di:
- Romena
- Ragginopoli
- Maggiona
- Lierna

Signore di:
- Serravalle
- Vignale[non chiaro]
- Loro
- Gropina
- Lanciolina
- Rocca Guicciarda
- Poggio San Clemente
- Sagona

Signore per metà dei castelli di Montelungo, di Terraio e di Pian di Radice; Signore per un terzo di Penna Basilica e per un quarto di Guglielminga, Pratovecchio, Empoli, Pagnana, Monterappoli, Gennaiolo, Carbonaia, Torre di Benno, Collepietra, Lontrano, Petroio, Gonfieri, Musignano, Montevarchi, Petriolo, Orbignano e Briano. Infine era signore per un ottavo di Valiano, Vinci, Cerreto e Poggio di Colecchio.
Nel 1254 vendette le sue parti di Empoli, Montemurlo e Montevarchi. Fu podestà di Arezzo tra il 1261 e il 1263 e podestà di Rimini dal settembre 1277 fino all'ottobre 1278.

## Discendenza
Sposò Maria di Uberto dei marchesi Pallavicino, dalla quale ebbe quattro figli maschi e due femmine, che alla sua morte si divisero parte dei suoi possedimenti:
- Alessandro
- Guido
- Ildebrandino (vescovo di Arezzo)
- Aghinolfo

e altre due sorelle, Sofia e Beatrice.